# Sima Fu
Sima Fu (chinesisch 司馬孚 / 司马孚, Pinyin Sīmǎ Fū, * 180; † 272) war ein Politiker der späten Han-Dynastie, der Wei-Dynastie und der Jin-Dynastie.
Sima Fu war der jüngere Bruder von Sima Yi und diente mit diesem dem Reich Wei. Es heißt, dass er auch ohne die außerordentlichen Fähigkeiten seines Bruders gelehrt, fähig und großzügig war. Weil er literarisch sehr begabt war, wird eine enge Beziehung zu Cao Caos Sohn Cao Zhi vermutet, der ein gewichtiger Poet seiner Zeit war.
Nach dem Tod von Sima Yi (251) diente Sima Fu seinen Neffen Sima Shi und Sima Zhao. Er führte trotz seines hohen Alters die Streitmacht von Wei in die Schlacht gegen die südlichen Rivalen Shu und Wu und trug zur Abwehr ihrer Vorstöße entscheidend bei.
Als die Jin-Dynastie von Sima Yan begründet wurde, bot der neue Kaiser auch seinem Großonkel Sima Fu hohe Titel und viel Land an, aber Sima Fu lehnte mit den Worten ab: „Ich bin und bleibe ein Diener von Wei.“ Im hohen Alter setzte er sich dafür ein, dass der 260 gestürzte Wei-Kaiser Cao Mao ein angemessenes Begräbnis erhielt.
Sima Fu hatte neun Söhne: Sima Yong (司馬邕), Sima Wang (司馬望), Sima Fu (司馬輔), Sima Yi (司馬翼), Sima Huang (司馬晃), Sima Gui (司馬瓌), Sima Gui (司馬珪), Sima Heng (司馬衡) und Sima Jing (司馬景). Den zweitältesten überlebte er um ein ganzes Jahr.
| Personendaten    | Personendaten                                                                  |
| ---------------- | ------------------------------------------------------------------------------ |
| NAME             | Sima Fu                                                                        |
| ALTERNATIVNAMEN  | 司馬孚 (traditionelles Chinesisch); 司马孚 (vereinfachtes Chinesisch); Sīmǎ Fū |
| KURZBESCHREIBUNG | chinesischer Politiker der Han-Dynastie, der Wei-Dynastie und der Jin-Dynastie |
| GEBURTSDATUM     | 180                                                                            |
| STERBEDATUM      | 272                                                                            |